# NGC 4857
NGC 4857 في الفهرس العام الجديد، هي مجرة، تقع في كوكبة التنين. اكتشفت في 7 أبريل 1793 بواسطة ويليام هيرشل.

## روابط خارجية
- NGC 4857 على موقع ويكي سكاي: DSS2, SDSS, GALEX, IRAS, Hydrogen α, X-Ray, Astrophoto, Sky Map, Articles and images